# Mastomys angolensis
Mastomys angolensis — вид гризунів родини мишевих. Зустрічається в Анголі та Демократичній Республіці Конго. Раніше його відносили до роду Myomyscus, але його перекласифікували до роду Mastomys. Його природні місця проживання — суха і волога савана.

## Морфологічна характеристика
Дрібний гризун з довжиною голови й тулуба від 109 до 127 мм, довжиною хвоста від 103 до 128 мм, довжиною лапи від 24 до 25 мм, довжиною вуха 16 мм. Шерсть м'яка. Верх червонувато-бурий, морда темна, черевна частина сірувато-біла. Боки світліші за спину і мають червонуваті відблиски. Вуха малі, круглі, без шерсті. Ноги білі. Хвіст довший за голову й тулуб, зверху рудувато-бурий, знизу білуватий.

## Поведінка
Це наземний і нічний вид.